# Домаћи канаринац
Домаћи канаринац или канаринац, (Serinus canaria forma domestica) је припитомљен облик дивљег канаринца (Serinus canaria). Канаринац је мала птица певачица из породице зеба која потиче са Макаронезијских острва (Азорских острва, острва Мадеире и Канарских острва)

## Почетак узгоја
Узгој канаринаца у заточеништву почео је у 17. веку, након што су их у Европу донели шпански морнари. Држање канаринаца је постала ствар престижа, те су их на својим дворовима имали шпански и британски краљеви. Узгој канаринаца отпочели су монаси, а продавали су само мужјаке (због песме), што је довело до тога да су монаси имали монополски положај у трговини канаринцима, а самим тим је и цена птица била висока. На крају су Италијани дошли до женки, због чега су били у стању да их сами узгајају. Што је довело до популаризације и стварања многих раса, које се данас узгајају широм Европе.
Слично се догодило и у Енглеској. Прво су птице биле само у власништву богатих, али су на крају и обични грађани почели да их гаје, а канаринци су постали веома популарни. Многе расе су настале селективним узгојем, а многе су популарне чак и данас.

## Етимологија
Птице су добиле име по шпанским Канарским острвима, а њихово име потиче од Insula Canaria, латинског назива једног од већих Канарских острва, Гран Канарија, што значи „острво паса”, због „великог броја паса, веома великих димензија”, које су држали локални становници.

## Врсте
Канаринци су углавном подељени у три групе:
- Канаринци типских боја (канаринци који се узгајају због своје боје – ино, бронзане, слоноваче, феникс, мозаик, браон, црвени фактор, итд)
- Канаринци типског облика (канаринци који се узгајају због свог облика и усаглашености – аустралијски плејнхед, бернер, бордер, јужношкотски канаринац, гибер италикус, глостер, раза еспањол, јоркширски, итд)
- Канаринци певачи (канаринци који се узгајају због својих јединствених песама – шпански тимбрадо, харц ролер, малино канаринац, амерички певач, руски певач, персијски певач).

Дивљи канаринци су жућкасто-зелене боје, док се домаћи канаринци јављају у широком спектру боја (што је последица селективног узгоја), као што су жута, наранџаста, смеђа, црна, бела и црвена. Црвена боја је уведена код питомих канаринаца кроз хибридизацију са венецуеланском цајзлом (Spinus cucullatus), јужноамеричком врстом зебе.

## Такмичења
Такмичења канаринаца се одржавају након њиховог годишњег митарења, до кога долази у лето. То значи да на северној хемисфери сезона углавном почиње у октобру или новембру и траје до децембра или јануара. Птице могу изложити само особе које су их одгојиле. Свака птица мора имати јединствени број алке на својој нози, као и име клуба или друштва које одгајивач представља.
Постоје многа такмичења канаринаца широм света. Светска изложба (C.O.M.) се одржава у Европи сваке године и привлачи хиљаде одгајивача. Чак 20.000 птица буде изложено на овим такмичењима.